# Contea di Lafayette (Arkansas)
La contea di Lafayette, in inglese Lafayette County, è una contea dello Stato dell'Arkansas, negli Stati Uniti. La popolazione al censimento del 2000 era di 8 559 abitanti. Il capoluogo di contea è Lewisville.

## Storia
La contea di Lafayette fu costituita nel 1827.